# Gordan Firić
Gordan Firić (* 1. September 1970 in Vareš, Bosnien und Herzegowina) ist ein ehemaliger bosnischer Basketballspieler, der auch über die Staatsbürgerschaft Italiens verfügt.

## Karriere
Firić war als Jugendlicher Tischtennisspieler und begann im Alter von zwölf Jahren mit dem Basketballsport.
Mit 19 Jahren unterschrieb Firić seinen ersten Profi-Vertrag bei Bosna Sarajevo, wo er bis 1993 blieb. In der Saison 1991/92 erreichte er mit Bosna das Finale des FR Jugoslawischen Pokals (verloren gegen Partizan Belgrad 79:105).
Im Sommer 1993 unterschrieb Firić beim italienischen Zweitligisten Basket Napoli. Er blieb dann bis 2000 in Italien und spielte für Auxilium Pallacanestro Torino, Basket Modena (beide Serie A2), Stefanel Triest (Serie A1) und Aurora Jesi (Serie A2). Im Laufe der sechs Spieljahre in Italien und 129 Spielen erzielte Firić einen Durchschnitt von 17,0 Punkten, 4,8 Rebounds, 2,0 Steals und 1,9 Assists. Seine statistische beste Saison in Italien war das Spieljahr 1997/98, als er für den Zweitligisten Jesi im Schnitt 22,4 Punkte, 5,4 Rebounds und 1,9 Korbvorlagen erzielte.
2000/01 trug er das Trikot von Aris Thessaloniki und bestritt mit der Mannschaft 23 Spiele, in denen er durchschnittlich 7,8 Punkten, 4,2 Rebounds und 3,8 Assists verbuchte. Nach einem kurzen Wechsel zum ASVEL Lyon-Villeurbanne wechselte im Dezember 2001 zu StadtSport Braunschweig. Die Niedersachsen befanden sich zu dem Zeitpunkt in der Basketball-Bundesliga auf dem letzten Tabellenplatz. Firić war gleich ein Leistungsträger, fiel zwischenzeitlich mit einem Anriss der Syndesmose aus, trug aber in 19 Saisonspielen (12,1 Punkte, 4,5 Rebounds, 3,7 Korbvorlagen/Spiel) zum Klassenerhalt bei. In der Saison 2002/03 erreichte er mit Braunschweig das Bundesliga-Halbfinale, dort schied man gegen Alba Berlin aus. Firić verpasste das entscheidende Spiel um den Finaleinzug wegen einer Verletzung. Er war in der Spielzeit mit 5,5 Korbvorlagen je Begegnung bester Passgeber der Braunschweiger, des Weiteren erzielte er 11,7 Punkte pro Partie. 2003/04 wurde er mit der Mannschaft Elfter. Er spielte am Saisonende 2003/04 für Jesi, kehrte aber nach sechs Spielen für die Mannschaft nach Braunschweig zurück und bestritt dort die Spielzeiten 2004/05 und 2005/06. Aufgrund eines Achillessehenrisses kam er in der Saison 2005/06 aber nur zu zwei Bundesliga-Einsätzen. Im Buch Dunke-Schön. 25 Jahre 1. Bundesliga Basketball in Braunschweig heißt es, Firić gelte „als der genialste Spielmacher, den Braunschweig jemals hatte“, er habe zwischen „Genie und Wahnsinn“ agiert. Er erhielt in Braunschweig den Spitznamen Maestro, bis 2004 bildete er bei den Niedersachsen ein erfolgreiches Gespann mit Demond Mallet, auch wenn das Verhältnis der beiden Spieler nicht immer frei von Störungen war.
Nach zwei kurzen Erfahrungen in der Schweiz und in Finnland beendete er seine Karriere bei seiner ersten Mannschaft, Bosna Sarajevo.
Mit der bosnischen Nationalmannschaft spielte Firić von 1993 bis 2006, wobei er an vier Basketball-Europameisterschaften teilnahm; bestes Ergebnis war der achte Platz im Jahr 1993. Seine besten statistischen Werte bei einer EM erreichte Firić beim 1995er Turnier, als er mit 14,7 Punkten je Einsatz bester bosnischer Korbschütze war.
Nach Abschluss seiner Spielerlaufbahn zog Firić nach Italien, wo er seit 2007 bei Basket Rimini Crabs meistens als Jugendtrainer tätig ist.

## Erfolge und Auszeichnungen
- Gewinn der italienischen zweiten Liga Legadue (2004)